# Oberea kanarensis
Oberea kanarensis är en skalbaggsart som beskrevs av Stefan von Breuning 1950. Oberea kanarensis ingår i släktet Oberea och familjen långhorningar.
Artens utbredningsområde är Sri Lanka. Inga underarter finns listade i Catalogue of Life.